# Rochers de Barrande
Pour les articles homonymes, voir Barrande.
La réserve naturelle des rochers de Barrande est une réserve naturelle protégée située sur la rive gauche de la Vltava, dans la banlieue sud de Prague. Le principal objectif de cette protection est le profil géologique international remarquable du Paléozoïque à la limite entre le Silurien et le Dévonien, documentant l'évolution du bassin de Prague au cours de l'Ère primaire.

## Généralités
Le site d'une surface totale de 11,57 ha a été classé réserve naturelle le 1er février 1982. Le territoire est divisé en deux zones reliées entre elles par une ceinture de protection et dépendant des quartiers de Hlubocepy et Mala Chuchle. 
L'altitude se situe entre 195 et 280 m.
Le profil géologique actuel est le stratotype de l'étage tchèque zlichov. Les autres motifs de protection sont les stratotypes régionaux du Praguien et du Zlichovien et le profil reconnu internationalement de la limite Silurien-Dévonien en Bohême. De plus, cette zone est célèbre d'un point de vue paléontologique, on y trouve un nombre important de fossiles et des restes de steppe à flore thermophile.

## Localisation
La réserve naturelle des Rochers de Barrande est située dans la vallée de la Vltava en banlieue de Prague. Elle commence sous le pont routier de Barrandov, à l'est de la rue Hlubocepska, et s'étend vers le sud-ouest le long de la rue Zbraslavska jusqu'au quartier de Mala Chuchle, où elle finit au nord de la rue V Laznich (sur le côté nord de la vallée Certova strouha). 
Il s'agit d'une paroi rocheuse abrupte que la rivière Vltava a modelée par érosion. Dans le passé, les rochers ont été abattus pour la construction d'une route de Smichov à Zbraslav et plus tard par la construction d'une voie ferrée. De plus, l'environnement naturel a aussi été bouleversé par plusieurs carrières. Grâce à ces bouleversements, le plus précieux a été mis au jour, le profil géologique du Silurien inférieur au Dévonien inférieur ainsi que beaucoup de sites paléontologiques, dont les découvertes les plus célèbres appartiennent au site U Kaplicky. Les sédiments les plus anciens se trouvent dans la partie la plus méridionale de la zone. Les couches sont progressivement de plus en plus jeunes lorsqu'on se dirige vers le nord. On peut donc suivre facilement l'évolution au cours du temps. Il y a plusieurs sites remarquables dans la zone protégée comme Vyskocilka, le Rocher de Barrande, la carrière Pod terasami (sous les terrasses) et la carrière U Kaplicky (de la petite chapelle). À part les Rochers de Barrande, les autres structures géologiques sont très peu affectées par la tectonique, et fournissent pour cela un enregistrement historique unique et précis du déroulement du Silurien et du Dévonien de cette zone et permet ainsi son étude scientifique de haute qualité.

## Nom
- Le parc porte le nom du géologue français Joachim Barrande, qui étudia la région au XIXe siècle.